# Batería Balcacura
La Batería Balcacura es una plaza militar construida en 1786, y que originalmente estaba compuesta de seis cañones. Su función era la de servir de apoyo al Castillo San Miguel de Agüi en la península de Lacuy, así como proteger el acceso a la ciudad de San Carlos de Chiloé.

## Etimología
Existen diversas teorías con respecto al significado de Balcacura; todas ellas interpretando de distinta manera su origen en el mapudungún o lengua mapuche.
Una versión le atribuye ser una corrupción de Tralkakura (Peñón o roca del trueno), y que se vincularía la tronadura de cañones de la batería. Pedro Armengol, por otro lado, planteó en 1918 que el nombre provendría de "Huallcacura" (Zurrón de piedra), mientras que Claudio Wagner en 1965 planteó la idea de que sería una corrupción de Butalcura (Piedra grande).

## Historia
Fue construida por el ingeniero español Manuel de Zorrilla en 1786 y refortificada por el gobernador interino Francisco Garoz en 1796. Llegó a tener un poder de fuego de seis cañones, así como un cuartel para la guarnición, y un polvorín rústico. Su última batalla fue en enero de 1826 durante la anexión de Chiloé a la República de Chile, donde sirvió de apoyo a la tropa realista.
Diego Barros Arana menciona que esta batería fue tomada el día 10 de enero de 1826, luego de una misión que implicó el desembarco de tropas en la costa de la península durante la noche, y una caminata a través de bosques, roqueríos y playas con marea alta, donde incluso debían caminar con el agua hasta el pecho. La excursión tomó toda la noche y las tropas realistas fueron tomadas por sorpresa recién al amanecer, prefiriendo algunos soldados saltar al mar antes de ser hechos prisioneros por lo independentistas.
Luego de la firma del Tratado de Tantauco en enero de 1826 la batería Balcacura pasaría al olvido, perdiendo parte de su superficie durante el terremoto de 1960 y tres de sus seis cañones durante la década de 1980’, cuando la Armada de Chile los trasladó a sus dependencias en la ciudad de Puerto Montt.

## Estado actual
A finales de la década del 2000, la Batería Balcacura fue incorporada a las obras de restauración del Plan Chiloé del Gobierno de Chile, por lo que luego de su abandono por casi dos siglos, finalmente fue reabierta al público como un sitio histórico habilitado. Durante estas obras se descubrieron senderos utilizados por los soldados realistas, así como el polvorín y un conchal prehispánico bajo la superficie.
De forma complementaria a la explanada histórica, el sitio cuenta con un recinto diseñado como sala de exposiciones, donde se pueden apreciar algunos de los hallazgos arqueológicos realizados en el lugar.